# Лопь

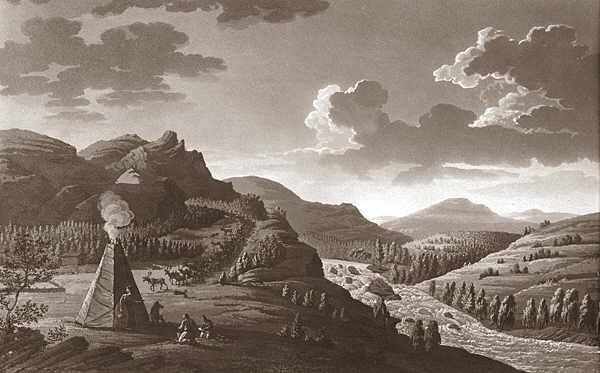
Стійбище лопарів, з книги Giuseppe Acerbi «Voyage pittoresque au Cap Nord» (1801–1802)

Лопь (пізніше лопарі́) — один з етнонімів саамів (фіно-угорського народу у Скандинавії та на Кольському півострові); руська (лопь), а потому російська і українська (лопарі) назва-екзонім цього народу.
У давньоруських джерелах зустрічаються два імені лопі:
- лопь дика — тундрові саами.
- лопь ліша — саами, які жили в лісах.

Щодо етимології назви «лопь», вона як і лапландці (інший екзонім саамів, трохи ширший за змістом, бо охоплює всіх мешканців області Лапландія), традиційно пов'язується з назвою лапп (lapp), яку по відношенню до саамів вживали вікінги, і яка, в свою чергу, імовірно, походить від фінського слова lappalainen, яким фіни називали взагалі всіх лісових жителів, дикунів.
Вікінги на початку 2-го тис. н. е. перебували у районі Ладозького озера, саме від яких, назва lapp з'являється спочатку у шведській мові і поширюється потому по всій Європі, а з ХІІІ століттях фіксується також у руських літописах. Так зокрема, до сьогодні дійшли письмові відомості про переговори новгородського князя Олександра Невського та норвезького короля Хакона IV Старого про розмежування володінь у Лапландії (Фіннмарці), датовані 1251 роком. Очевидним є те, що і в більш ранній час новгородці контактували з саамами (є свідчення в документах про лонь бл. 1000 року). У 1323 році за Ореховецьким договором лопські (саамські) землі назавжди були поділені між Новгородською республікою та скандинавськими країнами.
У російській (а також українській) літературі, в тому числі науковій, термін лопарі стало закріпився, лишаюшись активним фактично до середини ХХ століття, коли він був замінений на міжнародний етнонім-автонім саами, саамі.
За назвою лопь, лопарі названий мінерал класу оксидів і гідроксидів — лопарит.